# Заволзький (Самарська область)
Заволзький (рос. Заволжский) — селище в Безенчуцькому районі Самарської області Російської Федерації.
Населення становить 264 особи. Входить до складу муніципального утворення сільське поселення Переволоки.

## Історія
Населений пункт розташований у межах українського етнічного та культурного краю Жовтий Клин.
Від 2005 року входило до складу муніципального утворення сільське поселення Переволоки.

## Населення
| 2010 | 2012 | 2013 | 2014 | 2015 | 2016 |
| ---- | ---- | ---- | ---- | ---- | ---- |
| 240  | ↗260 | ↗261 | ↘260 | ↗261 | ↗264 |